# Hercules and Love Affair
Hercules and Love Affair est un groupe américain fondé en 2004 par le DJ new-yorkais, chanteur, musicien et producteur Andy Butler. À ses débuts, le groupe est « à la croisée des chemins entre disco et electro pop ». Il a jusqu'à présent sorti cinq albums studio.
Le groupe se fait connaître en 2008 avec le titre Blind interprété par Anohni de Antony and the Johnsons : Blind est par la suite sacrée chanson de l'année par Pitchfork. Leur premier album sans titre Hercules and Love Affair remporte un succès critique considérable : le site Metacritic indique que Hercules and Love Affair a reçu un accueil unanime de la part de la presse spécialisée, et en particulier de Pitchfork, NME, Mojo, Spin et AllMusic.
Le groupe invite régulièrement d'autres chanteurs à se joindre à eux sur leurs disques : sur l'album Blue Songs, sorti en 2011, Kele Okereke de Bloc Party figure sur le titre Step Up et Aérea Negrot sur quatre autres morceaux ; John Grant interprète le single I Try to Talk to You sur l'album The Feast of the Broken Heart en 2014, et Sharon Van Etten participe à la chanson titre de l'album Omnion en 2017.
En juin 2022 sort le cinquième album du groupe In Amber. Andy Butler collabore de nouveau avec Anohni, c'est leur première collaboration depuis 2008. Anohni chante sur les singles Poisonous Storytelling et One et a co-composé la moitié des titres. Andy Butler interprète le titre Grace avec la chanteuse islandaise Elin Ey pour les chœurs. Le groupe a invité le batteur de Siouxsie and the Banshees et the Creatures, Budgie, sur une suggestion d'Anohni afin d'introduire quelque chose d'imprévu sur les morceaux atmosphériques. In Amber sort en CD et double vinyl chez Skint Records/BMG. Andy Butler dit à propos de In Amber : « Dans la dance music, on se focalise sur la célébration, la joie, le désir, le chagrin. Mais la rage ? La contemplation existentielle ? Pas vraiment. A travers ce disque, il y a des champs émotionnels que je n’avais pas exploré avant avec Hercules & Love Affair. La destruction, la rage, la perte mais aussi la rédemption et le trajet vers la responsabilité sont les motifs de l’album. »

## Discographie

### Albums
- Hercules and Love Affair (2008, DFA Records)
- Blue Songs (2011, Moshi Moshi)
- The Feast of the Broken Heart (2014, Moshi Moshi)
- Omnion (2017, Atlantic Records)
- In Amber (17 juin 2022, Skint Records/BMG)